# Сукачёв, Борис Владимирович
Бори́с Влади́мирович Сукачёв (1874—1934) — русский зоолог.

## Биография
Родился в семье иркутского городского головы В. П. Сукачёва. Окончил иркутскую классическую мужскую гимназию, в 1892 году поступил в Санкт-Петербургский университет на естественное отделение физико-математического факультета, после окончания которого в 1896 году был оставлен для подготовки к профессорскому званию при Зоотомическом кабинете. С 1897 по 1905 год исполнял должность хранителя Зоотомического кабинета Санкт-Петербургского университета, работая под руководством профессора В. Т. Шевякова. О Борисе Сукачёве в этот период его жизни упоминает в своих мемуарах биолог Борис Райков: «Я познакомился с помощниками Шевякова, молодыми зоологами, которые непосредственно вели работу со студентами. Моим руководителем был Борис Владимирович Сукачёв, очень дельный работник, с заграничной выучкой. Он внимательно относился к специалистам и делал с нами по своей инициативе довольно дальние зоологические экскурсии, даже с ночёвкой».
Это время было отмечено активной научной деятельностью Бориса Сукачёва. Им было опубликовано несколько статей; в 1899 году совместно с Александром Линко осуществил перевод с немецкого языка учебника по общей эмбриологии, написанного профессором Рудольфом Бергом. Весь сбор от продажи учебника поступил в пользу студенческой столовой Санкт-Петербургского университета. Неоднократно совершал поездки с научной целью за границу, в частности, в Гейдельберг, где учился у профессора Отто Бючли. В 1901 году принимал участие в Международном съезде зоологов в Берлине; летом 1902 года работал на биологической станции в Неаполе. С 1906 по 1914 годы — лаборант Зоотомического кабинета и магистрант физико-математического факультета Юрьевского университета. В 1908—1914 годах — лектор Юрьевских частных университетских курсов естественных и медицинских наук. В 1910 году совместно с Германом Майером перевёл на немецкий язык книгу профессора В. М. Шимкевича «Курс сравнительной анатомии позвоночных животных».
Во время Первой мировой войны — заведующий канцелярией медицинской части Управления главноуполномоченного Российского Красного Креста. Награждён орденами Св. Станислава 3-й степени и Св. Анны 3-й степени. С 1914 года — в эмиграции во Франции. Входил в качестве секретаря в состав созданного в 1921 году группой русских эмигрантов «Общества спасения русской книги». Работал в парижском госпитале Сальпетриер и в морской научно-исследовательской лаборатории Араго в городе Баньюльс-сюр-Мер под руководством профессора Октава Дюбоска.
Умер 14 мая 1934 года. Траурная церемония прошла в соборе Александра Невского в Париже. Похоронен на кладбище Баньё.

## Семья
Отец
- Владимир Платонович Сукачёв (1849—1920), известный общественный деятель Сибири, городской голова Иркутска, благотворитель и коллекционер; основатель Иркутской картинной галереи.

Мать
- Надежда Владимировна (урожд. Долженкова-Любим) (1856—1935), благотворительница.

Первая жена
- Мария Владимировна (урожд. Высоцкая) (1874—1907), художница, внучка декабриста Александра Поджио.

Вторая жена
- Ольга Николаевна (урожд. Кончевская) (1877 (?) — 1942), певица, дочь секретаря редакции «Всемирной географии» Надежды Владимировны Кончевской, падчерица революционера-семидесятника Леонида Шишко, внучка географа Льва Мечникова.

Третья жена
- Анн-Мари-Элизабет (урожд. Добиньи, Daubigny).

## Некоторые сочинения
- Несколько новых данных о губках оз. Байкала [1895]
- Материалы к познанию нервной системы пьявки Nephelis vulgaris [1897]
- Nochmals über das chemische Verhalten der Cocons von Hirudo [1900]
- Über die Furchung und Bildung der embryonalen Anlagen bei Nephelis vulgaris Moqu [1903]
- Пьявки озера Садьерв (Лифл. губ.) [1911]